# Wilków Wielki
Wilków Wielki est une localité polonaise de la gmina de Niemcza, située dans le powiat de Dzierżoniów en voïvodie de Basse-Silésie.

## Histoire
De 1742 à 1945, Groß Wilkau fait partie de l'arrondissement de Nimptsch puis à partir de 1932, de l'arrondissement de Reichenbach dans le district de Breslau au sein de la province de Silésie.